# Lumbricillus nielseni
Lumbricillus nielseni is een ringworm uit de familie van de Enchytraeidae. De wetenschappelijke naam van de soort is voor het eerst geldig gepubliceerd in 1965 door Nurminen.